# Argiope aurantia
Argiope aurantia är en spindelart som beskrevs av Lucas 1833. Argiope aurantia ingår i släktet Argiope och familjen hjulspindlar. Inga underarter finns listade i Catalogue of Life.

## Bildgalleri

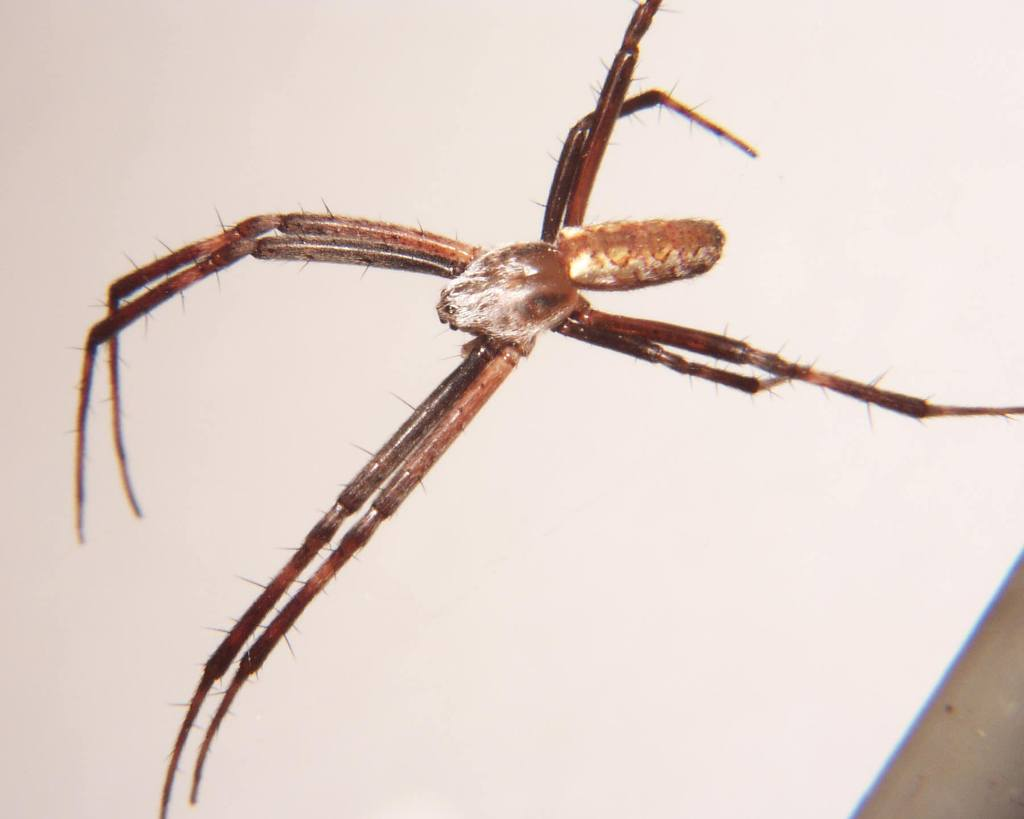
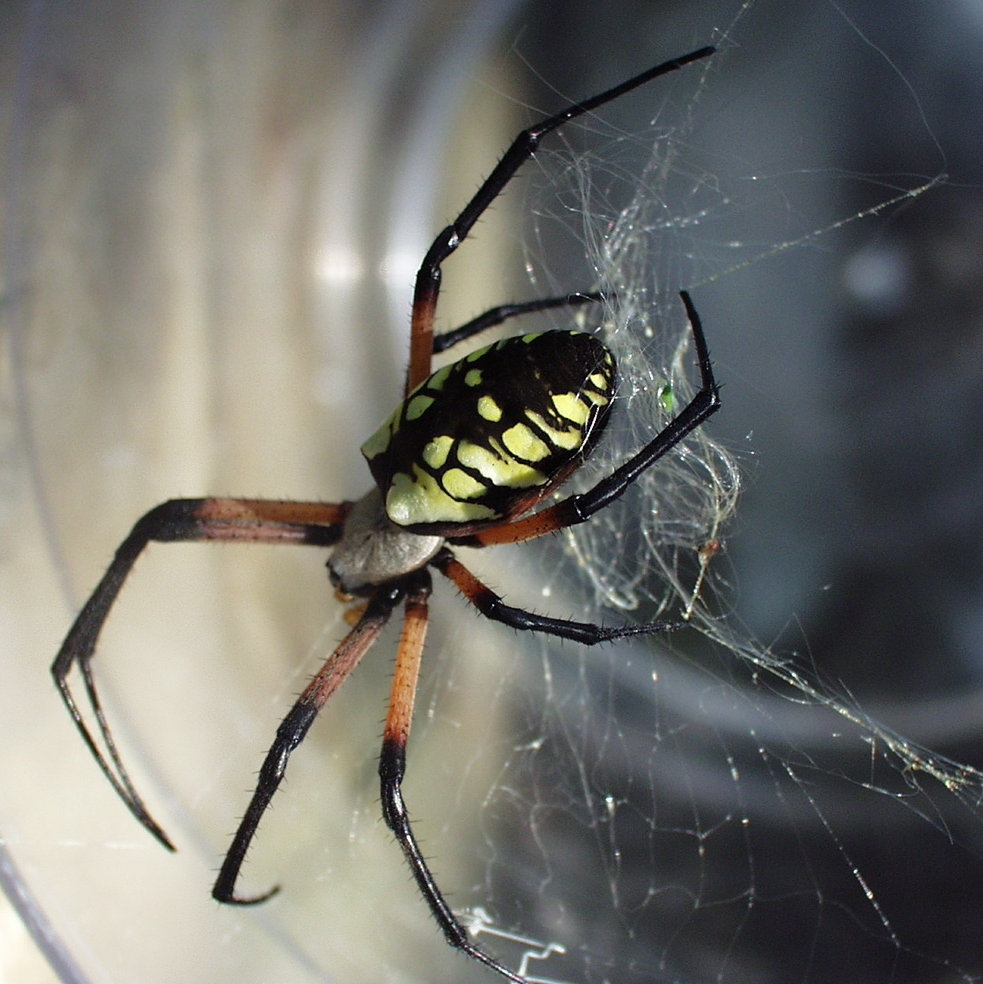
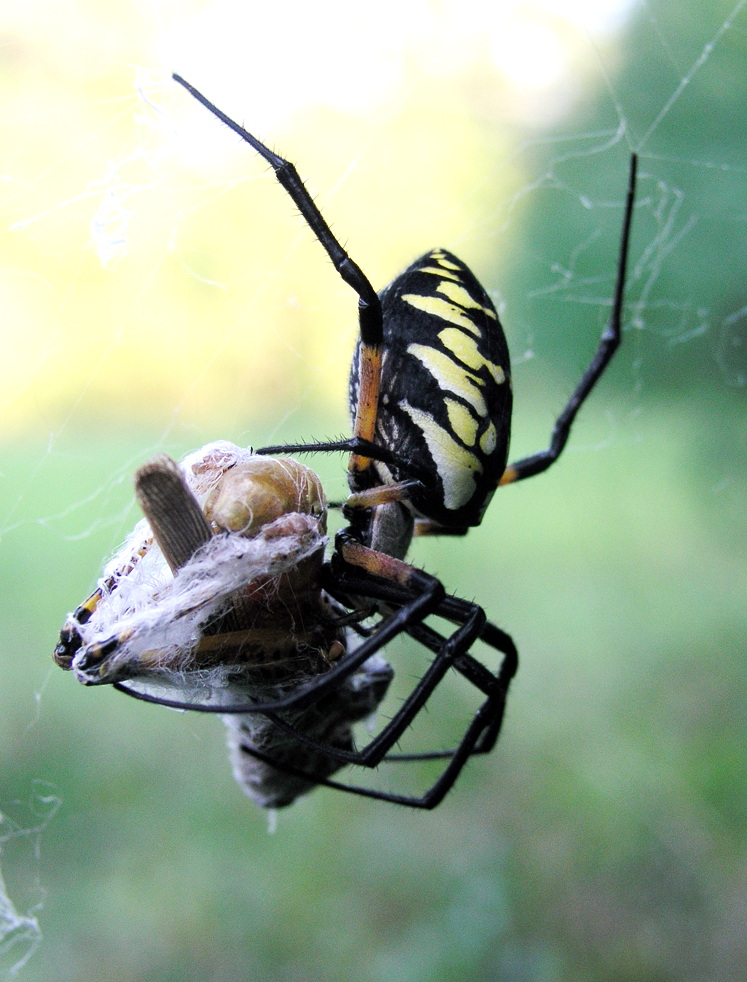
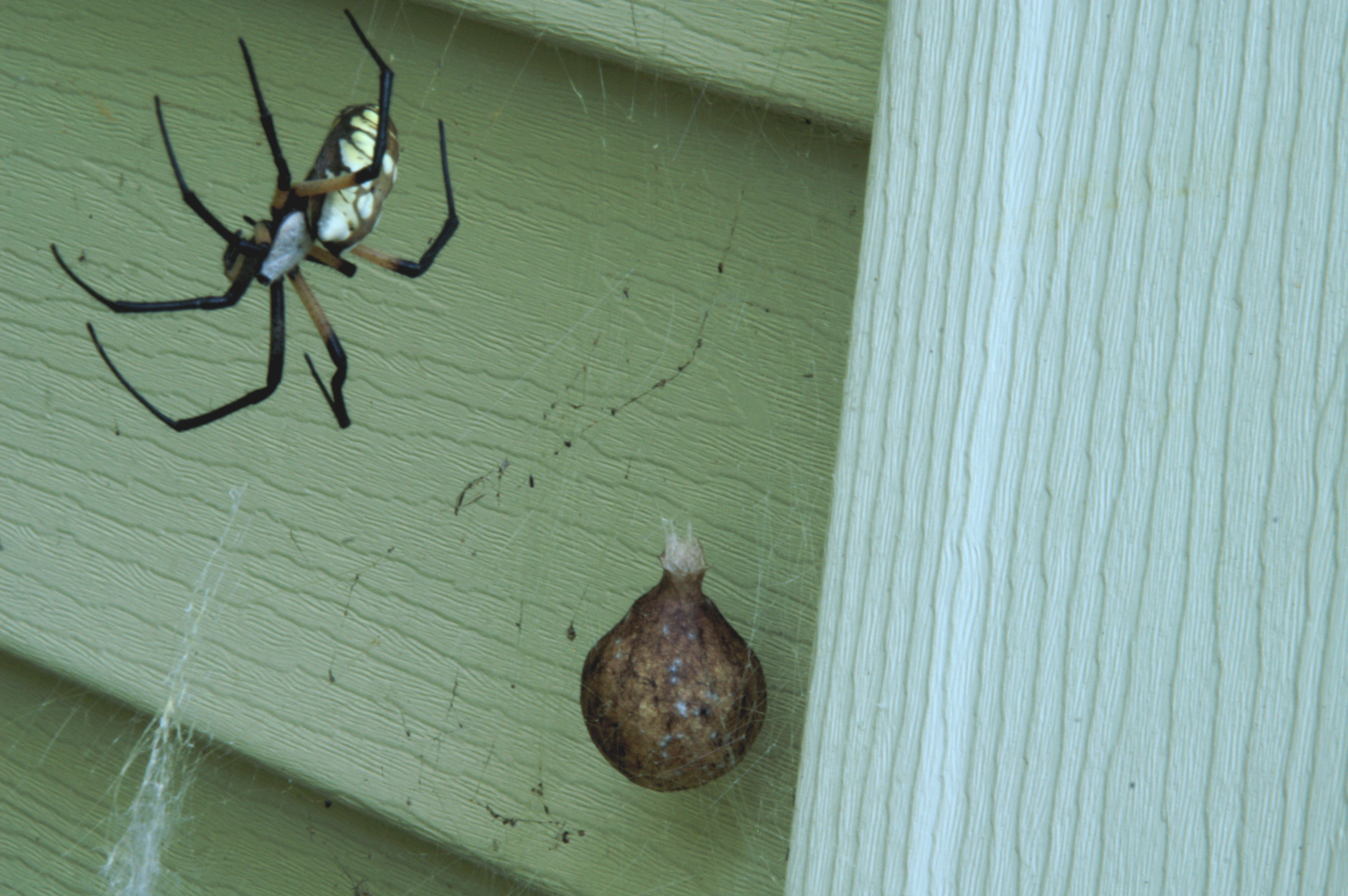
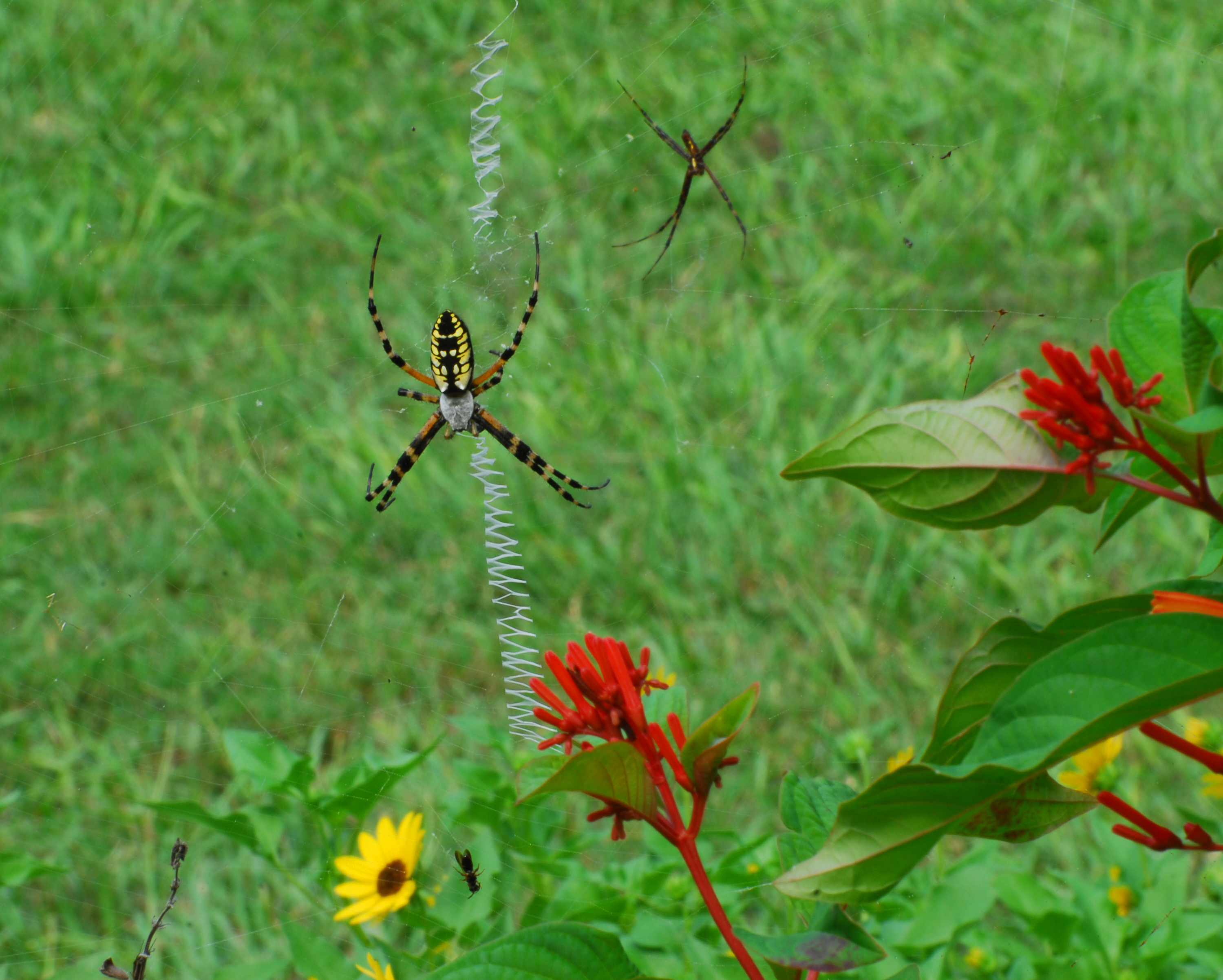
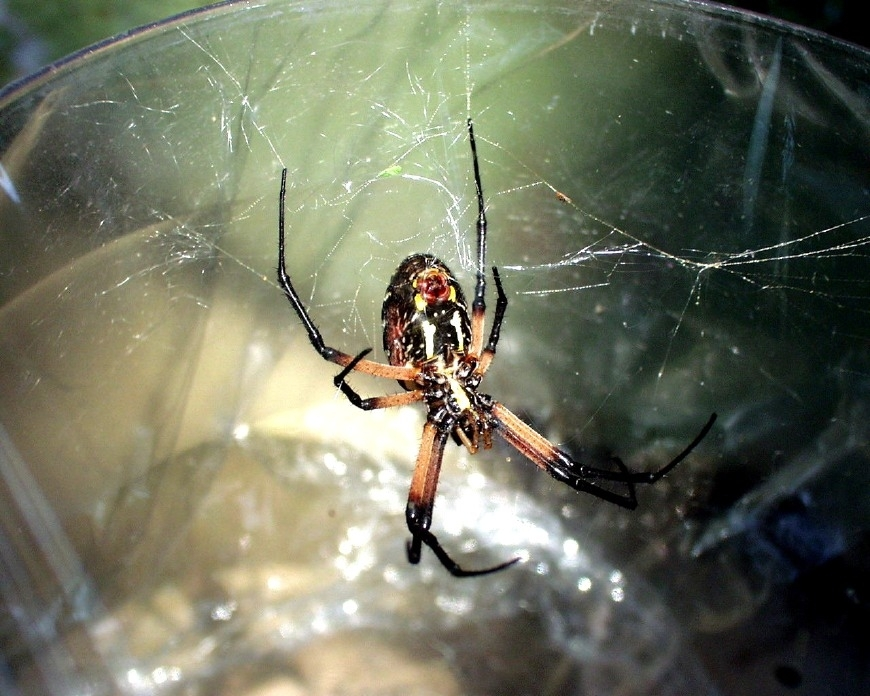